# Maneater (film 2007)
Maneater è un film televisivo del 2007, diretto da Gary Yates ed interpretato da Gary Busey, Ty Wood e Ian D. Clark. Il film è stati trasmesso su diversi canali video on demand, prima della sua trasmissione ufficiale negli Stati Uniti avvenuta l'8 settembre 2007 su Syfy. Questo film presta il nome alla serie di film a cui appartiene ed è il quarto film della serie. Girato a Winnipeg, Manitoba, in Canada, il film è prodotto dalla RHI Entertainment in base ad un accordo con Syfy. Basato sul romanzo Shikar di Jack Warner, il film descrive la follia omicida di una tigre del Bengala in una piccola città lungo il sentiero degli Appalachi. Cercano di fermarla lo sceriffo Barnes (Busey) e il grande cacciatore Graham (Clark), mentre un giovane ragazzo di nome Roy (Wood) che ha uno strano legame con la tigre, cerca di salvarla.
Maneater è uno dei pochi film della serie a rompere la formula standard dei film horror naturali Syfy utilizzando una tigre vera piuttosto che un animale in CG e non giustificando il suo comportamento facendola diventare una creatura mutante o geneticamente modificata. I critici hanno attaccato il film citando la recitazione mediocre, l'uso massiccio di personaggi stereotipati, una trama piena di buchi, sottotrame non utilizzate e l'uso di una tigre viva che ha comportato che quasi tutti gli attacchi sono avvenuti off-screen.

## Trama
Due persone scompaiono lungo il sentiero degli Appalachi: un giovane che fa jogging con la sua ragazza ed un eremita che raramente lasciava la sua casa. Lo sceriffo Grady Barnes trova una scia nel bosco che lo conduce ai resti del corpo dell'eremita. Quella notte, il giovane Roy Satterly is reading by flashlight quando una tigre del Bengala appare brevemente davanti alla finestra della sua camera da letto. Al mattino, sua madre, Rose, lo trova sonnambulo nei boschi davanti alla loro casa. 

## Produzione
Nell'ottobre 2006 la RHI Entertainment ha stretto un accordo con Sci Fi Channel per produrre una serie di dieci film horror per la televisione da trasmettere sulla rete l'anno successivo. Anche se la serie di film è stata soprannominata "Maneater" dalla RHI Entertainment, il film Maneater è solamente il quarto della serie. Anche se l'accordo prevedeva la proiezione dei film in anteprima su Sci Fi, i primi sei film della serie sono stati presentati in anteprima su vari canali video on demand mesi prima delle loro uscite di Sci Fi.
Basato sul romanzo Shikar di Jack Warner, il film è stato girato a Winnipeg, Manitoba, Canada.  Il film non utilizza affatto effetti speciali CGI, con la "tigre assassina" interpretata da tigri addestrate. Nelle scene in cui la tigre sta inseguendo vari personaggi, la tigre è in realtà al guinzaglio con il suo allenatore dietro di essa. Il guinzaglio e il trainer sono stati rimossi dalle scene durante la post-produzione. Mentre Gary Busey ha detto che le tigri erano una "gioia" con cui lavorare, Clark ha scherzato dicendo che sperava che non pensassero che stesse pranzando, osservando che era la prima volta che lavorava con le tigri.

## Distribuzione
Maneater ha debuttato in Canada sul canale video on demand Movie Central on Demand nel 2007 prima di essere trasmesso negli Stati Uniti su Sci Fi Channel l'8 settembre 2007. L'8 gennaio 2008, la Genius Entertainment ha distribuito il film in DVD. Non includeva extra, un trasferimento Widescreen anamorfico e una traccia audio Dolby Digital 5.1. Il film è stato ri-distribuito il 22 luglio 2008 come parte del primo volume dei set "Maneater Series Collection". Il volume includeva anche Le scimmie assassine e Caccia al ragno assassino, rispettivamente il primo e il secondo film della serie.

## Accoglienza
Come molti altri film della serie, Maneater è stato stroncato dalla critica. Felix Gonzalez, Jr. di DVDReview.com si riferiva al film come "un'altra stravaganza di grado Z di gore e caos" e sentiva che era tipico della maggior parte dei film originali di Sci Fi in quanto conteneva "scrittura orrenda e insensata personaggi." Egli considerò che Busey era il primo segno di guai, affermando che "con il suo vestito inadatto e le espressioni facciali incomprensibili, (Busey) è in realtà più spaventoso della tigre." Matt Paprocki di Blogcritics affermò che il romanzo originale era superiore al suo adattamento cinematografico, e sentiva che il film era "una caratteristica terribilmente spaventosa che si qualifica a malapena come tale" con molteplici buchi nella trama, sottotrame inesplorate e personaggi stereotipati afflitti da cattiva recitazione.
Staci Layne Wilson di Horror.com affermò anche che il film era pieno di stereotipi, tra cui uno "stupido allenatore del circo, un oppositore della Bibbia, il grande cacciatore bianco, il sindaco dalla mente ristretta, la stampa pinhead, il saggio indiano, [e] generi militari" ma sentivano che erano raffigurati in così estremo che erano semplicemente noiosi. Ha trovato le conclusioni del film prevedibili e "banali". Ha elogiato la cinematografia e l'appeal visivo del film nonostante il limitato numero di location utilizzate. Nel recensire il film per DVD Talk, l'insegnante e critico cinematografico Justin Felix ha trovato l'uso di una vera tigre uno degli unici elementi originali del film, mentre sentiva la trama, l'ambientazione e i personaggi seguire la formula imposta dei film di Sci Fi Channel della settimana. Allo stesso tempo, nota che l'uso di una tigre viva comporta che la maggior parte degli attacchi si verificano fuori dallo schermo e la tigre viene vista raramente , portando via il "solito" divertimento di ridere dei "terrori CG" mal fatti." Jeff Swindoll di Monsters and Critics.com' affermò che il film era un povero tentativo di replicare Lo squalo con la tigre che assumeva il ruolo di "squalo di terra". Mentre affermò che il personaggio del colonnello Graham era artificioso e sembrava provenire da un'altra era, Swindoll pensava che Ian D. Clark dipingesse il personaggio in modo decente. Come altri critici, Swindoll ha elogiato l'uso di una tigre viva, ma osserva anche che era ovvio che la tigre stesse giocando con gli attori come una "dolce gattina" e che il montaggio in post-produzione ha fatto un brutto lavoro nel tentativo di farla sembrare come la tigre assassina.
Diversi recensori hanno elogiato il film per essere più sommessi della maggior parte dei film di fantascienza di Fantascienza e per l'uso di una tigre viva piuttosto che di poveri effetti CGI. Tuttavia, David Johnson di DVD Verdict, ha criticato pesantemente il film per "la sua significativa mancanza di retta azione di attacco di tigre". Ha scoperto che la violenza implicita ha portato a un film noioso che non accontenterà più gli appassionati di film horror: "gli appassionati del gore che potrebbero essere attratti dalla promessa di una tigre che affonda i denti in alcuni sfortunati rednecks saranno quasi certamente delusi. Il grosso problema è che fino alla fine non avremo nemmeno una tigre all'azione umana diretta, e questo è un complimento di Lassie con uno stuntman che respinge una tigre stordita ". Al contrario, a differenza di altri recensori, ha elogiato i personaggi, sentendo che erano interessanti e finiti per essere quelli a cui "un po 'importava."